# Giulio Cesare Arresti
Giulio Cesare Arresti (26. února 1619 Bologna – 17. července 1701 tamtéž) byl italský varhaník a hudební skladatel.

## Život
Arresti se narodil 26. února 1619 v Bologni a nikdy toto město neopustil. Od roku 1649 do roku 1699 byl varhaníkem v bazilice sv. Petra. Kromě toho působil jako kapelník v několika dalších kostelech Bologne (S. Salvatore a S. Domenico). Založil hudební akademii (Accademia Filarmonica) a v roce 1701 jí předsedal. V roce 1659 publikoval článek Dialogo fatto tra un maestro ed un discepolo desideroso d’approfittare nel contrappunto, ve kterém ostře napadl tehdejšího kapelníka baziliky sv. Petra Maurizia Cazzati. Spor mezi těmito muži trval až do Cazzatiho odchodu z Bologne v roce 1671.
Byl významným skladatelem církevní hudby, mší, žalmů, oratorií a skladeb pro varhany. Byl prvním skladatelem, který ve své komorní hudbě použil dnešní violoncello.
Jeho syn Floriano Arresti (1667-1717) se stal rovněž hudebním skladatelem. Byl žákem Bernarda Pasquiniho a působil převážně v Římě.

## Dílo
- Messa e Vespro della Beata Virgine con l'inno, reali composte di 3 figure cantandosi senza battuta op. 1 (Benátky, 1663)
- Mess, a tre voci, bc , con sinfonie, e ripieni ad lib, motetti, e concerti op. 2 (Benátky, 1663)
- 12 Sonate a 2 e a tre, con la parte del violoncello beneplacito op.4 (1665)
- Partitura di Modulationi precettive sopra gl'Hinni del Canto Fermo Gregoriano con le Risposte intavolate in sette righe per l'Organo op. 7, (Bologna, po r. 1665)

Oratoria
- L'orto di Getsemani, Bologna, 1661
- Licenza di Gesù da Maria, Bologna, 1661
- Lo sposalizio di Rebecca, Bologna, 1675
- La decollazione di S Giovanni attista, Bologna, 1708